# Ánh sáng màu tro
Ánh sáng màu tro là một vầng sáng mờ nhạt giả thuyết được khẳng định là đã được nhìn thấy ở vùng ban đêm của hành tinh Sao Kim trong pha lưỡi liềm của nó. Hiện tượng này chưa được xác nhận bởi khoa học, và đã có nhiều giả thuyết, chẳng hạn sự phát sáng của chính sao Kim, hay một hiện tượng quang học xảy ra ngay bên trong kính viễn vọng. Một giả thuyết hiện đại cho rằng nguồn ánh sáng trên sao Kim có liên quan đến hiện tượng sét trong khí quyển, và đã có một vài bằng chứng cho điều này trên Sao Kim. Tuy nhiên, giả thuyết này không được ủng hộ vì không có đủ ánh sáng gây ra bởi sét để có thể quan sát được. Một giả thuyết gần đây hơn cho rằng nó là một dạng cực quang hay ánh khí xuất hiện trong thời gian ngắn, gây ra bởi mật độ dòng hạt cao bất thường từ Mặt Trời tương tác với khí quyển Sao Kim.

## Lịch sử quan sát
Ánh sáng màu tro đã được ghi nhận lần đầu tiên bởi nhà thiên văn Giovanni Battista Riccioli vào ngày 9 tháng 1 năm 1643, người đã cho rằng nó xuất phát từ sự khúc xạ ánh sáng ngay trong kính thiên văn: "Các màu sắc bắt nguồn từ những sự phản xạ của ánh sáng trong kính, giống như khi nó xảy ra với kính tam giác." Đây có lẽ là một mô tả của hiện tượng mà bây giờ được gọi là sắc sai. Kể từ đó, những khẳng định tiếp theo về hiện tượng đã được đưa ra bởi nhiều nhà quan sát, bao gồm Sir William Herschel, Sir Patrick Moore, Dale P. Cruikshank, và William K. Hartmann.
Ánh sáng màu tro thường được nhìn thấy khi Sao Kim ở trên bầu trời buổi tối, khi đường phân chia sáng-tối của hành tinh hướng về phía mặt đất. Những nỗ lực quan sát đã được thực hiện vào ngày 17 tháng 7 năm 2001, khi Sao Kim được chiếu sáng 67% tái xuất hiện từ phía sau Mặt Trăng được chiếu sáng 13%. Không ai trong số những quan sát viên của lần xuất hiện này báo cáo nhìn thấy ánh sáng màu tro (kể cả một số người sử dụng kính thiên văn 'Super RADOTS' 61 cm (24 in)). Video từ sự kiện này đã được quay, nhưng camera không đủ nhạy để thậm chí có thể nhận biết được ánh đất trên Mặt Trăng.
Một cơ hội quan sát khá thuận lợi đã xảy ra vào ngày 8 tháng 10 năm 2015, với Sao Kim được chiếu sáng 40% xuất hiện từ phía sau phần rìa tối của Mặt Trăng được chiếu sáng 15%. Sự kiện này có thể được trông thấy ở những nơi bầu trời đủ tối trên vùng Trung Úc và đã được quay phim bởi David và Joan Dunham (đến từ International Occultation Timing Association) sử dụng một kính viễn vọng Newton 10" f/4 với một video camera Watec 120N+, từ một địa điểm ở ngay phía bắc của Alice Springs. Họ cũng đã quan sát sự kiện này bằng một kính viễn vọng Schmidt–Cassegrain 8". Tuy nhiên, quan sát thời gian thực và phân tích video sự kiện đều không cho thấy bất kỳ dấu hiệu nào trên phần tối của Sao Kim.

## Giả thuyết về nguồn ánh sáng
Đài thiên văn Keck tại Hawaii báo cáo đã nhìn thấy một vầng sáng xanh lục mờ nhạt và gợi ý rằng nó có thể được gây ra bởi tia cực tím của Mặt Trời tách các phân tử cacbon dioxit (CO
2), được biết đến là rất phổ biến trong bầu khí quyển của Sao Kim, thành cacbon monoxit (CO) và oxy (O
2). Tuy nhiên, ánh sáng màu xanh lục phát xạ ra khi oxy tái hợp để tạo ra O
2 được cho là quá yếu để giải thích hiệu ứng này, và quá yếu để có thể được quan sát bởi kính viễn vọng nghiệp dư.
Năm 1967, tàu thăm dò Venera 4 đã phát hiện ra từ trường của Sao Kim yếu hơn rất nhiều so với từ trường Trái Đất. Từ trường này được gây ra bởi tương tác giữa tầng điện li và gió mặt trời, thay vì bởi dynamo trong lõi hành tinh như bên trong Trái Đất. Từ quyển cảm ứng nhỏ của Sao Kim cung cấp sự bảo vệ tuy rằng không đáng kể cho khí quyển khỏi bức xạ vũ trụ. Bức xạ này có thể dẫn đến sự phóng điện sét giữa các đám mây.
Một giả thuyết năm 1957 bởi Urey và Brewer cho rằng các ion CO+, CO+
2 và O−
2 tạo ra bởi bức xạ tử ngoại từ Mặt Trời là nguyên nhân của vầng ánh sáng. Năm 1969, giả thuyết cho rằng ánh sáng màu tro là một hiện tượng cực quang do sự bắn phá của các hạt mặt trời trên vùng tối của Sao Kim.
Trong thập niên 1980, nguyên nhân của vầng ánh sáng được cho là sét trên Sao Kim. Các tàu thăm dò quỹ đạo Venera 9 và 10 của Liên Xô thu được bằng chứng quang học và điện từ của sét trên Sao Kim. Ngoài ra, năm 1978 tàu thăm dò Pioneer Venus Orbiter ghi nhận ánh khí thấy được trên Sao Kim đủ mạnh và rõ rệt trên cảm biến sao của nó. Năm 1990, Christopher T. Russell và J. L. Phillips bày tỏ sự ủng hộ hơn nữa với giả thuyết tia sét, khẳng định rằng nếu có nhiều đợt sét trên phần ban đêm của hành tinh, trong một khoảng thời gian đủ ngắn, những đợt liên tiếp này có thể phát ra vầng ánh sáng toàn cục trên bầu trời Sao Kim. Nhiệm vụ Venus Express của Cơ quan Vũ trụ châu Âu (ESA) năm 2007 đã phát hiện ra các xung sóng whistler đặc trưng của sét, cung cấp thêm bằng chứng cho sét trên Sao Kim.
Tàu vũ trụ Akatsuki, bởi cơ quan vũ trụ của Nhật Bản JAXA, đã tới quỹ đạo quanh Sao Kim vào ngày 7 tháng 12 năm 2015. Một trong những thiết bị nghiên cứu mà nó mang theo là Lightning and Airglow Camera (LAC) hay camera sét và ánh khí, nhằm tìm kiếm tia sét ở phổ nhìn thấy được (552-777 nm). Để chụp ảnh tia sét, tàu thăm dò quỹ đạo quan sát trên vùng ban đêm của Sao Kim trong khoảng 30 phút sau mỗi 10 ngày. Không có tia sét được phát hiện trong 16.8 giờ quan sát trên mặt ban đêm (tháng 7 năm 2019).
Các mô phỏng cho thấy giả thuyết tia sét là nguyên nhân của vầng ánh sáng là không đúng, bởi vì không có đủ ánh sáng có thể truyền qua khí quyển để có thể thấy từ trên Trái Đất. Các nhà quan sát đã suy đoán rằng nó có thể chỉ là ảo ảnh, xuất phát từ hiệu ứng sinh lý khi quan sát một vật thể sáng, hình lưỡi liềm. Các tàu vũ trụ tìm kiếm nó đã không thể phát hiện ra nó — dẫn đến một số nhà thiên văn nghĩ rằng nó chỉ là một huyền thoại lâu dài.
Một giả thuyết gần đây hơn cho rằng hoạt động mặt trời cao bất thường có thể gây ra hiệu ứng cực quang hoặc ánh sáng giống như ánh khí trên mặt ban đêm của Sao Kim. Quan sát đã cho thấy sau những đợt bão Mặt Trời, một sự phát xạ ánh sáng với bước sóng 557.7 nm (vạch màu xanh lục của oxy) xảy ra trên khắp vùng thượng khí quyển của Sao Kim. Đây là hiện tượng tương tự khiến cho một số cực quang trên Trái Đất xuất hiện với màu sắc xanh lục. Nói chung, sự phát xạ này không xảy ra ngoại trừ trong các sự kiện mặt trời lớn như phun trào vật chất nhật hoa (CME) hay lóa mặt trời. Tuy nhiên, các sự phát xạ mờ đã được phát hiện hai lần ngoài thời gian của các cơn bão Mặt Trời, vào ngày 27 tháng 12 năm 2010, và ngày 12 tháng 12 năm 2013, tương ứng. Cả hai lần phát hiện này đều trùng hợp với sự đi qua của “Stream Interaction Region” (vùng tương tác dòng), một mật độ gió mặt trời dày đặc hơn mức trung bình. Tháng 7 năm 2012, một sự kiện CME đã tác động đến Sao Kim, gây ra một sự phát xạ vạch màu xanh lục rất sáng. Điều đáng chú ý là sau mỗi lần CME tác động lên Sao Kim, sự phát xạ này được phát hiện, nhưng không phải sau mỗi sự kiện lóa. Điều này chỉ ra các hạt mang điện là thứ gây ra sự phát xạ vạch màu xanh lục, tương tự cực quang của Trái Đất.